# George Lynch (Gitarrist)
George Lynch (* 28. September 1954 in Spokane, Washington) ist ein US-amerikanischer Rock- und Heavy-Metal-Gitarrist. Er wurde als Musiker der melodischen Glam-Metal-Band Dokken in den 1980er Jahren weltbekannt und tritt heutzutage mit seinen Bands Lynch Mob und Souls of We auf.

## Werdegang
Lynch wuchs in dem kleinen Ort Auburn in Kalifornien auf. Mark Kendall, Gitarrist der amerikanischen Rockband Great White, gibt an, dass Lynch früher als Eddie van Halen das zweihändige Finger-Tapping auf der Gitarre anwandte. Beide Gitarristen entdeckten diese Spieltechnik jedoch bei Harvey Mandel, als sie ihn in den 1970er Jahren im Starwood Club spielen sahen.
Lynch spielte in zwei Bands, nämlich „The Boyz“ und „Xciter“, letztere waren lokal erfolgreich. Er bewarb sich zweimal als Gitarrist für Ozzy Osbourne, hatte jedoch beim ersten Versuch im Jahr 1979 gegen Randy Rhoads das Nachsehen. Im Jahr 1982 versuchte er, als Ersatz für Brad Gillis den Gitarrenposten zu ergattern, wobei sich Osbourne jedoch für Jake E. Lee entschied.

## Dokken
Lynch wurde 1980 Gitarrist der Band um Aushängeschild und Rocksänger Don Dokken, mit dem er nach Deutschland reiste. Don Dokken unterstützte 1981 die Scorpions bei den Demoaufnahmen für deren Album Blackout, da deren Sänger Klaus Meine sich einer Stimmbandoperation unterziehen musste. Im Gegenzug erhielt Dokken die Möglichkeit, kostenlos Demos im Studio von Scorpions-Produzent Dieter Dierks aufzunehmen. Es gelang ihnen, einen Plattenvertrag mit Carrere Records zu erhalten, und unter der Regie von Michael Wagener entstand Dokkens Debütalbum Breakin’ the Chains. Kurz nach den Aufnahmen wurden Lynch und Schlagzeuger Mick Brown engagiert, um Udo Lindenberg bei den Aufnahmen für sein Album Keule zu unterstützen.
Die Band hatte später großen Erfolg mit ihren Platin-Alben Under Lock and Key und Back for the Attack. Lynch brillierte hier mit seiner Spieltechnik, insbesondere aufgrund seiner solistischen Fingerfertigkeiten. Sein Instrumentalstück Mr. Scary wurde zu einem Markenzeichen und später zur Modellbezeichnung für Lynchs eigene Gitarrenserie als Endorsee des japanischen Gitarrenherstellers ESP. 
Die Band wurde im Jahr 1989 mit einem Grammy in der Kategorie „Best Rock Instrumental“ ausgezeichnet. Dokken trennte sich trotz weiterhin großer Popularität im Jahr 1989 wegen interner Spannungen zwischen Sänger Don Dokken und dem Rest der Gruppe. Don Dokken nahm das Album Up From the Ashes auf, durfte es jedoch nicht unter dem Namen „Dokken“ veröffentlichen und hatte mit dem Album auch keinen kommerziellen Erfolg.
Im Jahre 1994 kam es zu einer Reunion. Dokken, Mick Brown und Jeff Pilson taten sich wieder zusammen und nahmen neues Songmaterial auf, wobei die Plattenfirma jedoch auf eine Rückkehr von George Lynch bestand. Dieser kehrte zu Dokken zurück, und gemeinsam nahmen die Musiker das Album Dysfunctional auf, das 1995 von Columbia Records veröffentlicht wurde. Später, im Jahre 1997, erschien das Album Shadowlife, mit dem Dokken sich dem musikalischen Zeitgeist (Grunge) anpassen wollte, was aufgrund mangelnder Akzeptanz bei den Fans scheiterte.
Die vertragliche Bindung an Dokken endete nach einer weiteren Tournee im Jahr 1998; Lynch beendete die Zusammenarbeit und setzte seine musikalischen Ideen erneut mit Lynch Mob um.

Im November 2009 tourte Lynch Mob im Vorprogramm von Dokken auf deren Tournee. Am 29. November 2009 kam es beim Konzert in Anaheim, Kalifornien, zu einer vollständigen Dokken-Reunion, als Jeff Pilson und George Lynch bei den Zugaben zu Don Dokken und Mick Brown auf die Bühne kamen und mit ihnen zwei Songs aus gemeinsamen Zeiten spielten. Im Anschluss an dieses Ereignis wurde in Fankreisen über eine bald anstehende Neuformierung der Gruppe in Originalbesetzung spekuliert, die im Mai 2010 auf der Dokken-Website durch die Frage, ob es „in Kürze zu einer großartigen Ankündigung kommen würde“, angeheizt wurde. Am 8. Dezember 2010 erklärte Lynch auf seiner Website jedoch, dass es diese Wiedervereinigung nicht geben werde, obwohl er und Jeff Pilson sich wirklich darum bemüht hätten. Das Nichtzustandekommen sei allein Don Dokkens Entscheidung gewesen. Wörtlich schrieb Lynch: 

„We feel it’s important to let folks know there will be no Dokken reunion in the foreseeable future, if ever. This is Don’s decision, despite Jeff’s and my best intentions and efforts over the past few years to make this happen in good faith. My apologies to VH1, Eddie Trunk, Steve Strange and all the fans who were pulling for this to happen.“

## Lynch Mob
Lynch gründete nach dem ersten Split von Dokken mit Mick Brown eine eigene Band mit dem Namen Lynch Mob und orientierte sich musikalisch um: Die Texte behandelten andere Themen als bei Dokken, die Musik war ausgefeilter und die Gitarren vordergründiger. Die Band, bestehend aus Lynch, Oni Logan (Gesang und Harmonika), Anthony Esposito (Bass) und Mick Brown (Schlagzeug), veröffentlichte ihr Debütalbum mit dem Titel Wicked Sensation im Jahr 1990 bei Elektra Records und wurde von Max Norman und Lynch Mob produziert.
Das zweite Album, das den einfachen Titel Lynch Mob erhielt, erschien nach einem Sängerwechsel im Jahr 1992. Den Gesang übernahm Robert Mason, und das Album, das Keith Olsen produziert hatte, enthielt eine Coverversion des Queen-Songs Tie Your Mother Down. 1993 veröffentlichte Lynch sein erstes Soloalbum mit dem Titel Sacred Groove.
Nach seinem 1994 begonnenen erneuten Engagement bei Dokken startete er Lynch Mob 1998 neu, diesmal mit dem Album Smoke This, das in komplett anderer Besetzung aufgenommen wurde und Elemente aus HipHop, Industrial und anderen Sounds aufnahm. Enttäuscht vom Misserfolg dieses Versuchs nahm Lynch ein anderes Projekt in Angriff: Gemeinsam mit Jeff Pilson, der inzwischen den Bass bei Dio spielte, und dem Schlagzeuger Michael Frowein nahmen sie als „LP“ (Lynch/Pilson) das Album Wicked Underground auf, das 2003 erschien. Im selben Jahr versammelte Lynch noch einmal Anthony Esposito, Robert Mason und Michael Frowein um sich, um als Lynch Mob das Album REvolution aufzunehmen. Es enthielt erneut aufgenommene Stücke von Dokken und Lynch Mob, die nun in einem zeitgemäßeren Sound erschienen.
2009 erschien ein weiteres Lynch Mob-Album namens Smoke & Mirrors, das von Lynch, Oni Logan, Bassist Marco Mendoza und Schlagzeuger Tommy Aldridge aufgenommen worden war.

## Souls of We
2008 nahm Lynch mit dem Sänger London LeGrand, dem Bassisten Johnny Chow und der Schlagzeugerin Yael unter dem Namen „Souls of We“ das Album Let the Truth Be Known auf, auf dem auch Jeff Pilson bei zahlreichen Stücken den Bass spielte.

## T&N
Im Verlauf des Jahres 2011 arbeitete George Lynch zusammen mit seinen ehemaligen Dokken-Kollegen Pilson und Brown sowie mit dem Schlagzeuger Brian Tichy an neuen Songs für seine Band Lynch Mob, deren Sänger Oni Logan jedoch nicht der Meinung war, dass dieses neue Material zur Band passen würde. Lynch, Pilson und Brown nahmen daraufhin zahlreiche von ihnen geschriebene Dokken-Lieder unter Beteiligung verschiedener Gastsänger wie Sebastian Bach, Doug Pinnick (King’s X), Tim „Ripper“ Owens und Geoff Tate (Queensrÿche)neu auf. Außerdem nahmen sie in der Besetzung Lynch, Pilson und Tichy weitere, neu geschriebene Stücke auf, bei denen Pilson den Gesang übernahm.
Eine Veröffentlichung des so entstandenen Materials war ursprünglich unter dem Namen „Tooth and Nail“ für März 2011 geplant, verschob sich jedoch bis zum Oktober 2012. In der Zwischenzeit änderte die Band ihren Namen aus juristischen Gründen, weil das Musiklabel Tooth & Nail Records die Markenrechte am Namen „Tooth and Nail“ besitzt. Seitdem nennt sich die Gruppe „T&N.“ Das im Oktober 2012 veröffentlichte Album hieß Slave to the Empire.

## KXM
Er gründete mit Doug Pinnick und Ray Luzier die Supergroup KXM, deren Debüt 2014 erschien. Für Frühjahr 2017 ist das zweite Album der Band angekündigt.

## Dirty Shirly
Zusammen mit dem kroatischen Sänger/Keyboarder Dino Jelusick hat George Lynch eine neue Band namens Dirty Shirly aus der Taufe gehoben. Das selbstbetitelte Debüt erschien am 24. Januar 2020. Komplettiert werden Dirty Shirly dabei von Schlagzeuger Will Hunt und Bassist Trevor Roxx.

## Diskografie
Dokken
- Breaking the Chains (1983)
- Tooth and Nail (1984)
- Under Lock and Key (1985)
- Back for the Attack (1987)
- Beast from the East (1988)
- The Best of Dokken (1994) – japanische Veröffentlichung
- One Live Night (1995) – japanische Veröffentlichung, Monate später weltweit veröffentlicht.
- Dysfunctional (1995)
- Shadowlife (1997)
- The Definitive Rock Collection (2006)
- From Conception: Live 1981 (2007)

Lynch Mob
- Wicked Sensation (1990)
- Lynch Mob (1992)
- Syzygy (1998)
- Smoke This (1999)
- Evil: Live (2003)
- REvolution (2003)
- REvolution LIVE! (2005)
- Smoke and Mirrors (2009)
- Sound Mountain Sessions (2012)
- Rebel (2015)

Solo
- Sacred Groove (1993)
- Live In Florida (1999)
- Will Play for Food (2000)
- Stone House (2001)
- The Lynch That Stole Riffness! (2002)
- Furious George (2004)
- The Lost Anthology (2005)
- Scorpion Tales (2007)
- Guitar Slinger (2007)
- Orchestral Mayhem (2010)
- Kill All Control (2011)
- Shadow Train (2015)
- Seamless (2021)

Lynch/Pilson
- Wicked Underground (2003)

Tony MacAlpine
- Maximum Security (1987)

Xciter
- Xciter (2006)

Lana Lane
- Gemini (2006)

Souls of We
- Let the Truth Be Known (2008)

George Lynch & The Stahlwersfonie Orchestra
- Christmas / Sarajevo (2009)

T&N
- Slave to the Empire (2012)

Hear ’n Aid
- Stars (1986)

KXM
- KXM (2014)
- Scatterbrain (2017)
- Circle Of Dolls (2019)

Sweet & Lynch
- Only to Rise (2015)
- Unified (2017)

Dirty Shirley
- Dirty Shirley (2020)

## Einflüsse
Lynch hat Jimi Hendrix, Jeff Beck und Michael Schenker, Eddie Van Halen und Yngwie Malmsteen als Teil seiner musikalischen Einflüsse genannt.